# Mergellandroute

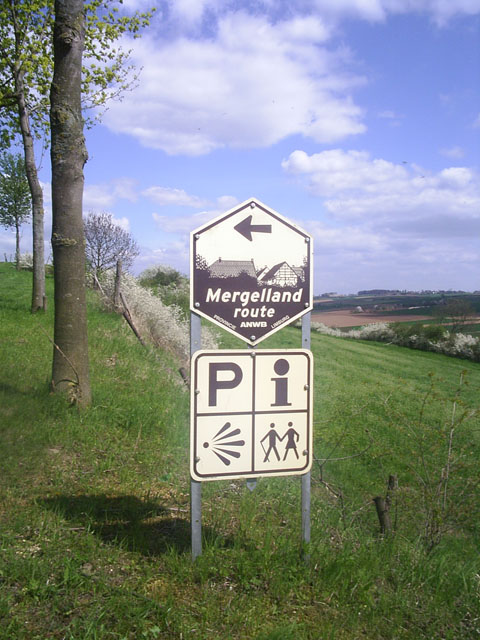
Bruine variant

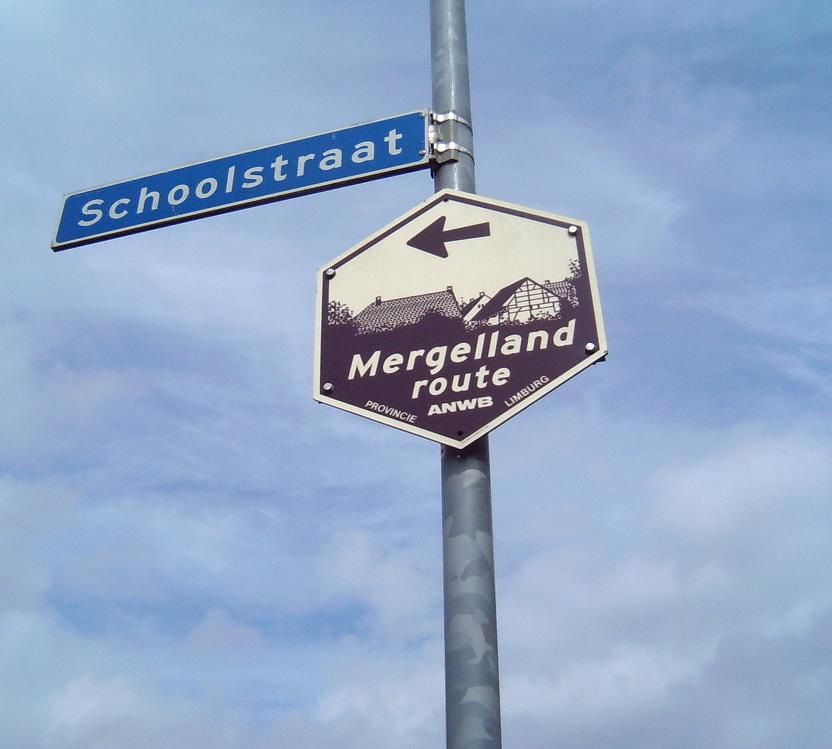
Mergellandroutebord in Hulsberg

De Mergellandroute is een door de ANWB uitgestippelde toeristische route en loopt door een van de heuvelachtigste delen van Nederland, namelijk Zuid-Limburg.
De mergellandroute werd uitgezet in 1960, in een tijd dat de auto geleidelijk ging winnen aan populariteit bij bredere lagen van de bevolking. In deze tijd zette de ANWB door heel Nederland van dergelijke routes uit, aangegeven met zeskantige bordjes. Vele daarvan zijn later, vanwege de verkeersoverlast, weer opgeheven. De Mergellandroute is echter blijven bestaan. 
De Mergellandroute is een geliefde en vaak gereden route voor vakantiegangers door het Limburgse Heuvelland met een lengte van 110 kilometer per auto en motor of 127 kilometer per fiets.
De route voor fietsers loopt grofweg hetzelfde als die voor gemotoriseerd verkeer en alleen waar dit afwijkt worden kleinere groene zeshoekige ANWB-bordjes gevolgd.

## Route voor gemotoriseerd verkeer
De route voor gemotoriseerd verkeer (bruine bewegwijzering) loopt langs deze plaatsen, waarbij men in principe in elke willekeurige plaats kan beginnen, deze lijst dient slechts als voorbeeld:
- Maastricht
- Eijsden
- Mesch (Heiweg)
- Moerslag (Bukel)
- Sint Geertruid
- Mheer (Grensheuvel)
- Noorbeek (Wolfsberg)
- Slenaken (Loorberg)
- Eperheide
- Epen (Vijlenerbos/Zevenwegen)
- Vaalsbroek
- Vijlen
- Mechelen
- Partij
- Wittem (Wittemerberg)
- Eys
- Simpelveld (Oude Huls)
- Mingersborg
- Fromberg
- Ransdaal (Mareheiweg)
- Klimmen (Hellebeuk)
- Hulsberg
- Arensgenhout
- Oensel
- Ulestraten
- Geulle
- Bunde
- Itteren
- Borgharen
- Maastricht

## Fietsroute
De route voor fietsers (groene bewegwijzering) loopt via:
- Maastricht
- Bemelen -  Bemelerberg
- Cadier en Keer -  Bundersberg
- Honthem
- Eckelrade
- Gronsveld
- Eijsden
- Mesch -  Heiweg
- Moerslag -  Bukel
- Sint Geertruid
- Mheer -  Grensheuvel
- Noorbeek -  Wolfsberg
- Slenaken -  Loorberg
- Eperheide
- Epen -  Vijlenerbos / Zevenwegen
- Vaalsbroek
- Vijlen
- Mechelen
- Partij
- Wittem -  Wittemerberg
- Eys -  Eyserbosweg
- Elkenrade
- Fromberg
- Schin op Geul -  Keutenberg
- Ingber
- IJzeren
- Sibbe
- Oud-Valkenburg
- Schin op Geul  Walemmerberg
- Walem
- Klimmen -  Hellebeuk
- Hulsberg
- Valkenburg -  Ravensbosch
- Schimmert
- Ulestraten
- Geulle
- Bunde
- Rothem
- Maastricht -  Kuitenbergweg
- Berg
- Maastricht